# Слејтингтон (Пенсилванија)
Слејтингтон (енгл. Slatington) град је у америчкој савезној држави Пенсилванија.

## Демографија
По попису из 2010. године број становника је 4.232, што је 202 (-4,6%) становника мање него 2000. године.
| Група             | 2000.         | 2010.         |
| Белци             | 4.223 (95,2%) | 3.857 (91,1%) |
| Афроамериканци    | 63 (1,4%)     | 68 (1,6%)     |
| Азијати           | 17 (0,4%)     | 21 (0,5%)     |
| Хиспаноамериканци | 90 (2,0%)     | 221 (5,2%)    |
| Укупно            | 4.434         | 4.232         |